# Aix-en-Issart
Pour les articles homonymes, voir Aix.
Aix-en-Issart est une commune française située dans le département du Pas-de-Calais en région Hauts-de-France. Ses habitants sont appelés les Aixois.
La commune fait partie, de la communauté de communes des 7 Vallées qui regroupe 66 communes et compte 29 425 habitants en 2022, et du Pays des Sept Vallées.

## Géographie

### Localisation
Aix-en-Issart est une commune construite le long du Bras de Bronne, rivière affluent de la Canche. En amont se trouve Sempy, en aval Marant.
Le territoire de la commune est limitrophe de ceux de huit communes.
Les communes limitrophes sont Montcavrel, Marant, Marenla, Neuville-sous-Montreuil, Saint-Denœux, Sempy, Alette et Estrée.

### Géologie et relief
La superficie de la commune est de 10,1 km2 ; son altitude varie de 15  à   125 mètres.

### Hydrographie
Le territoire de la commune est situé dans le bassin Artois-Picardie.
La commune est traversée par le Bras de Bronne, un cours d'eau naturel non navigable de 10,83 km qui prend sa source dans la commune de Saint-Michel-sous-Bois et se jette dans La Canche au niveau de la commune de Brimeux, par le Vitrouval, d'une longueur de 2,59 km, qui prend sa source dans la commune d'Estrée et termine sa course au niveau de la commune de Marles-sur-Canche et par le fossé Rolquin.

Le Bras de Brosne à Aix-en-Issart
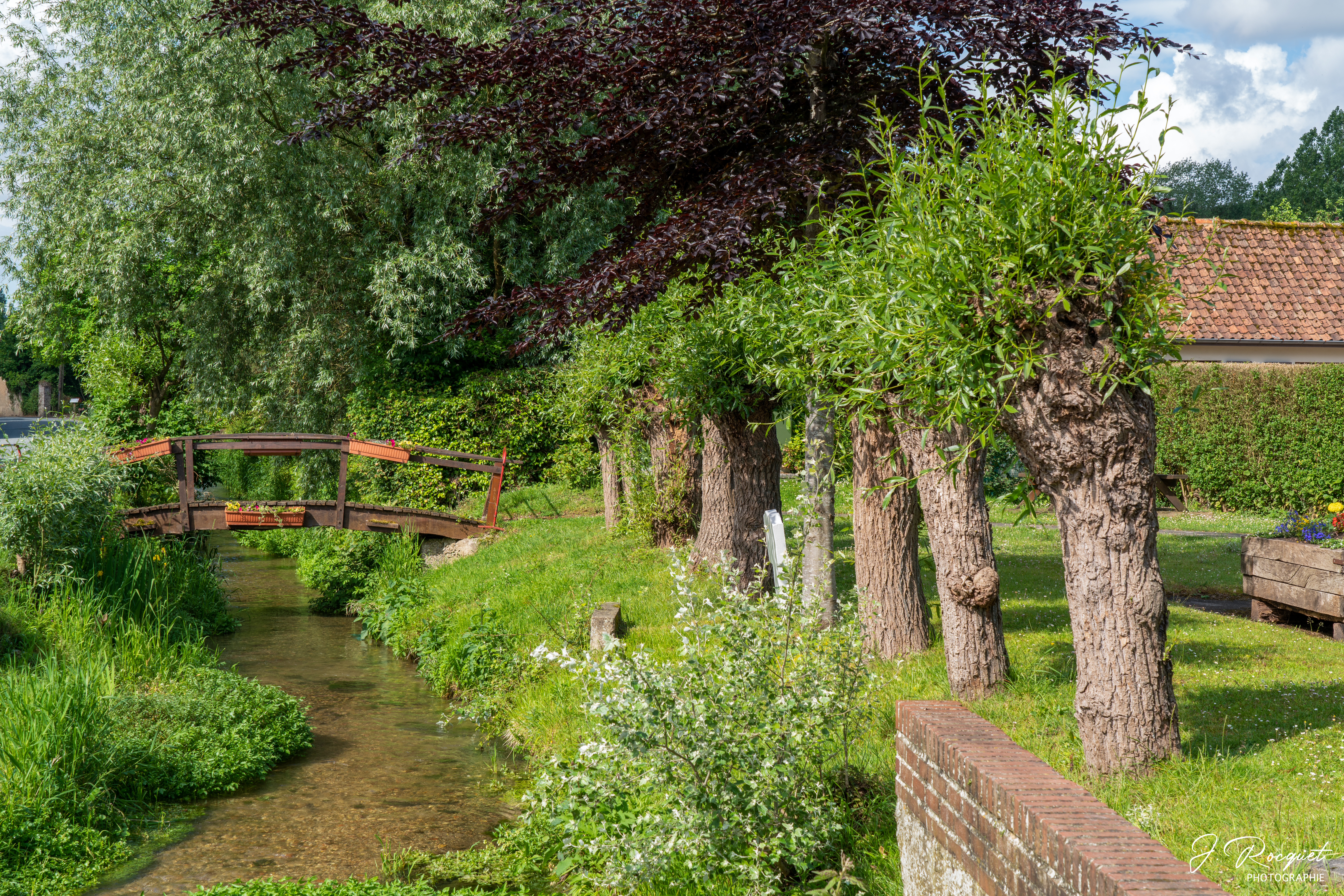
La rivière bordée de saules (Vue n°1).

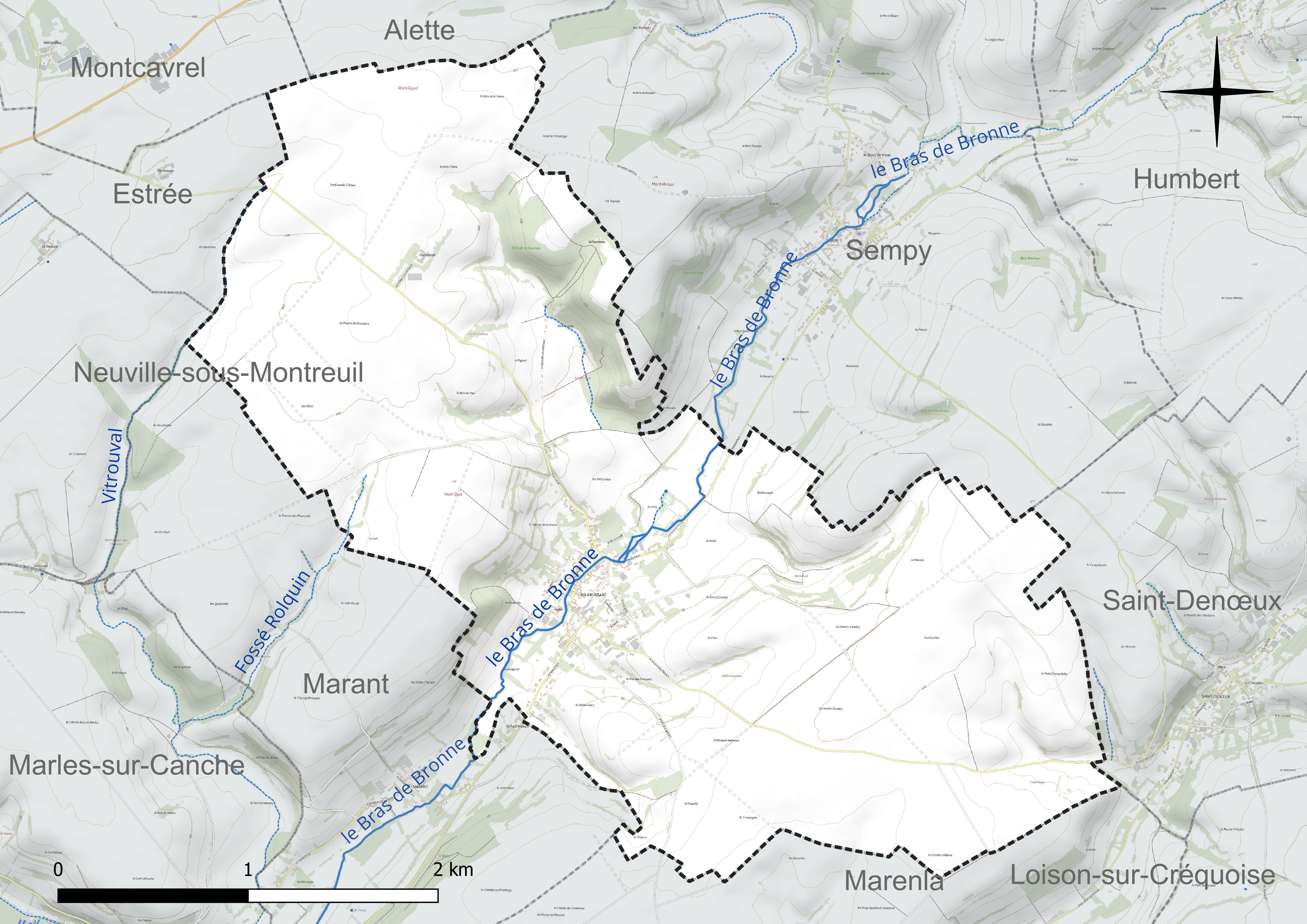
Réseau hydrographique d'Aix-en-Issart.

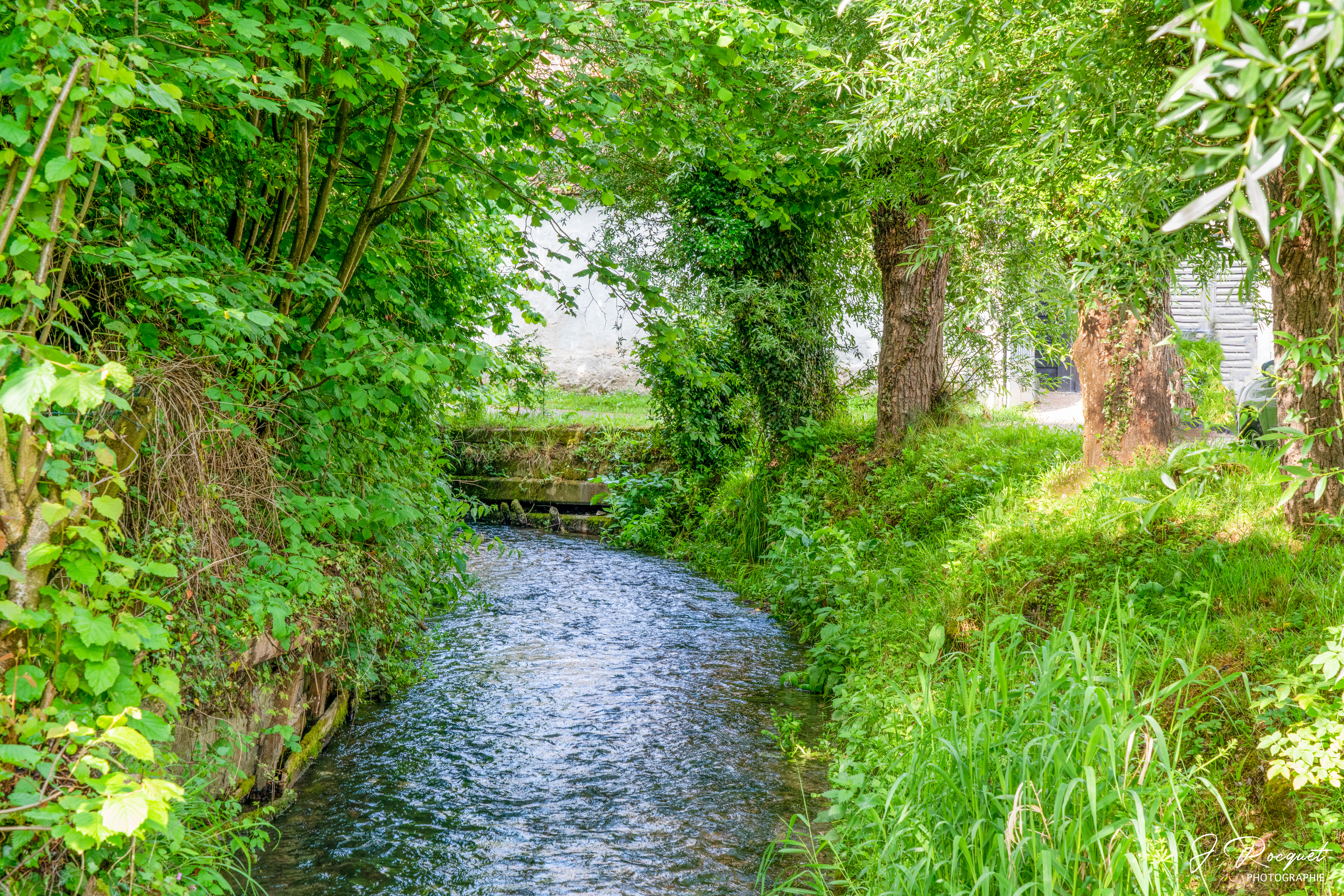
La rivière bordée de saules (Vue n°2).
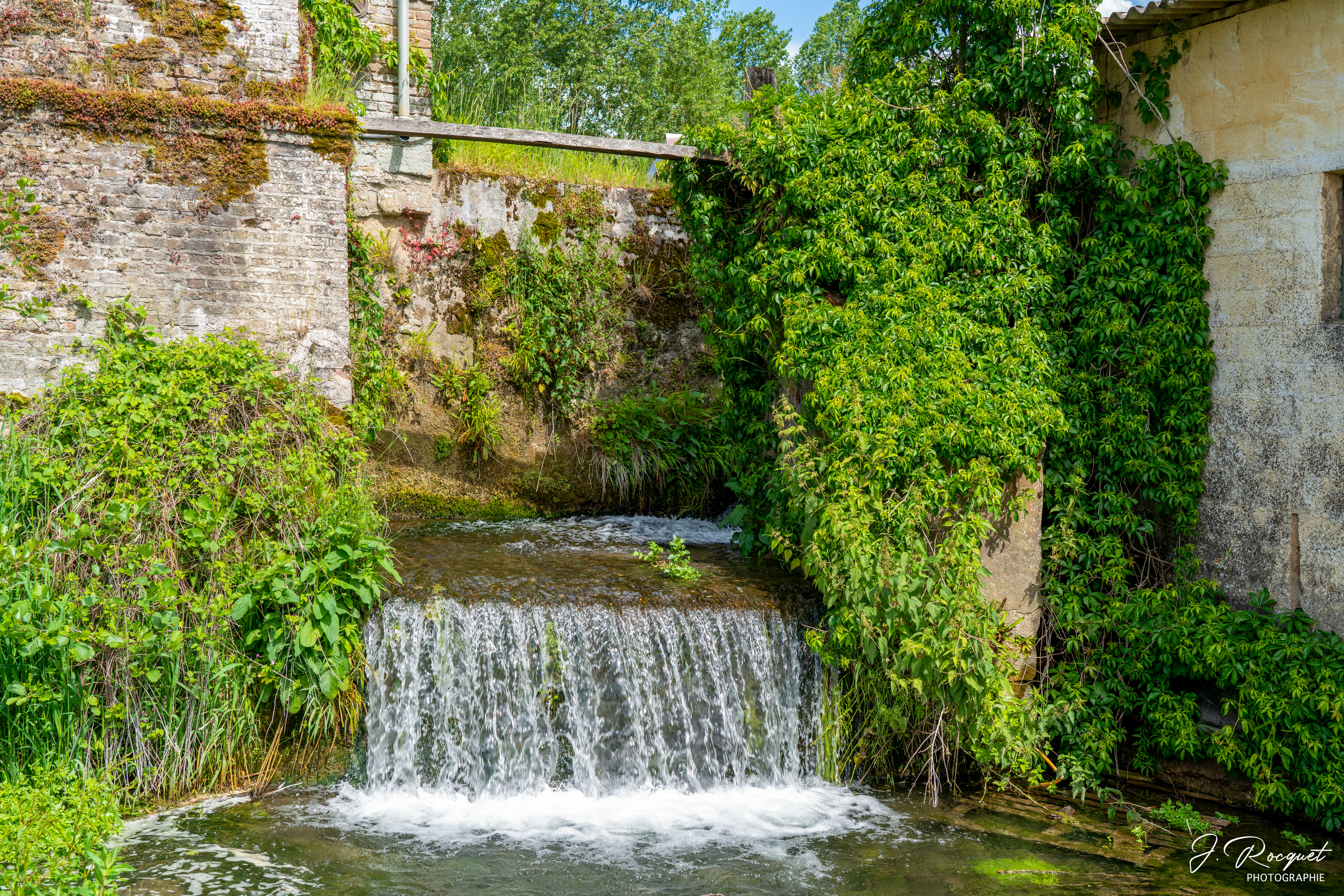
Une petite chute.

### Climat
Pour des articles plus généraux, voir Climat des Hauts-de-France et Climat du Pas-de-Calais.
En 2010, le climat de la commune est de type climat océanique franc, selon une étude du CNRS s'appuyant sur une série de données couvrant la période 1971-2000. En 2020, Météo-France publie une typologie des climats de la France métropolitaine dans laquelle la commune est exposée à un climat océanique et est dans la région climatique Côtes de la Manche orientale, caractérisée par un faible ensoleillement (1 550 h/an) ; forte humidité de l’air (plus de 20 h/jour avec humidité relative > 80 % en hiver), vents forts fréquents.
Pour la période 1971-2000, la température annuelle moyenne est de 10,6 °C, avec une amplitude thermique annuelle de 13 °C. Le cumul annuel moyen de précipitations est de 970 mm, avec 13 jours de précipitations en janvier et 8,3 jours en juillet. Pour la période 1991-2020, la température moyenne annuelle observée sur la station météorologique la plus proche, située sur la commune du Touquet-Paris-Plage à 19 km à vol d'oiseau, est de 11,2 °C et le cumul annuel moyen de précipitations est de 888,8 mm,. Pour l'avenir, les paramètres climatiques de la commune estimés pour 2050 selon différents scénarios d'émission de gaz à effet de serre sont consultables sur un site dédié publié par Météo-France en novembre 2022.

### Paysages
Pour un article plus général, voir Paysage en France.
La commune s'inscrit dans les « paysages montreuillois » tels qu'ils sont définis dans l'atlas de paysages de la région Nord-Pas-de-Calais, conçu par la direction régionale de l'Environnement, de l'Aménagement et du Logement (DREAL),. 
Ces « paysages montreuillois », qui concernent 98 communes, se délimitent : à l'ouest par des falaises qui, avec le recul de la mer, ont donné naissance aux bas-champs ourlées de dunes ; au nord par la boutonnière du Boulonnais ; au sud par le vaste plateau formé par la vallée de l'Authie, et à l'est par les paysages du Ternois et du Haut-Artois. Les « paysages montreuillois », avec, dans leur axe central, la vallée de la Canche et ses nombreux affluents comme la Course, la Créquoise, la Planquette…, offrent une alternance de vallées et de plateaux, appelés « ondulations montreuilloises ». Dans ces paysages, et plus particulièrement sur les plateaux, on cultive la betterave sucrière, le blé et le maïs et les plateaux entre la Ternoise et la Créquoise sont couverts de vastes massifs forestiers comme la forêt d'Hesdin-la-Forêt, les bois de Fressin, Sains-lès-Fressin, Créquy….

### Milieux naturels et biodiversité

#### Zones naturelles d'intérêt écologique, faunistique et floristique
L’inventaire des zones naturelles d'intérêt écologique, faunistique et floristique (ZNIEFF) a pour objectif de réaliser une couverture des zones les plus intéressantes sur le plan écologique, essentiellement dans la perspective d’améliorer la connaissance du patrimoine naturel national et de fournir aux différents décideurs un outil d’aide à la prise en compte de l’environnement dans l’aménagement du territoire.
Le territoire communal de Beaumerie-Saint-Martin comprend deux ZNIEFF de type 2 : 
- la basse vallée de la Canche et ses versants en aval d’Hesdin[14] ;
- les vallées de la Créquoise et de la Planquette. Ces deux vallées se situent aux confins de deux régions naturelles : le Haut Pays d’Artois et le Ternois et constituent un des paysages ruraux traditionnels du Nord-Pas-de-Calais les mieux conservés[15].

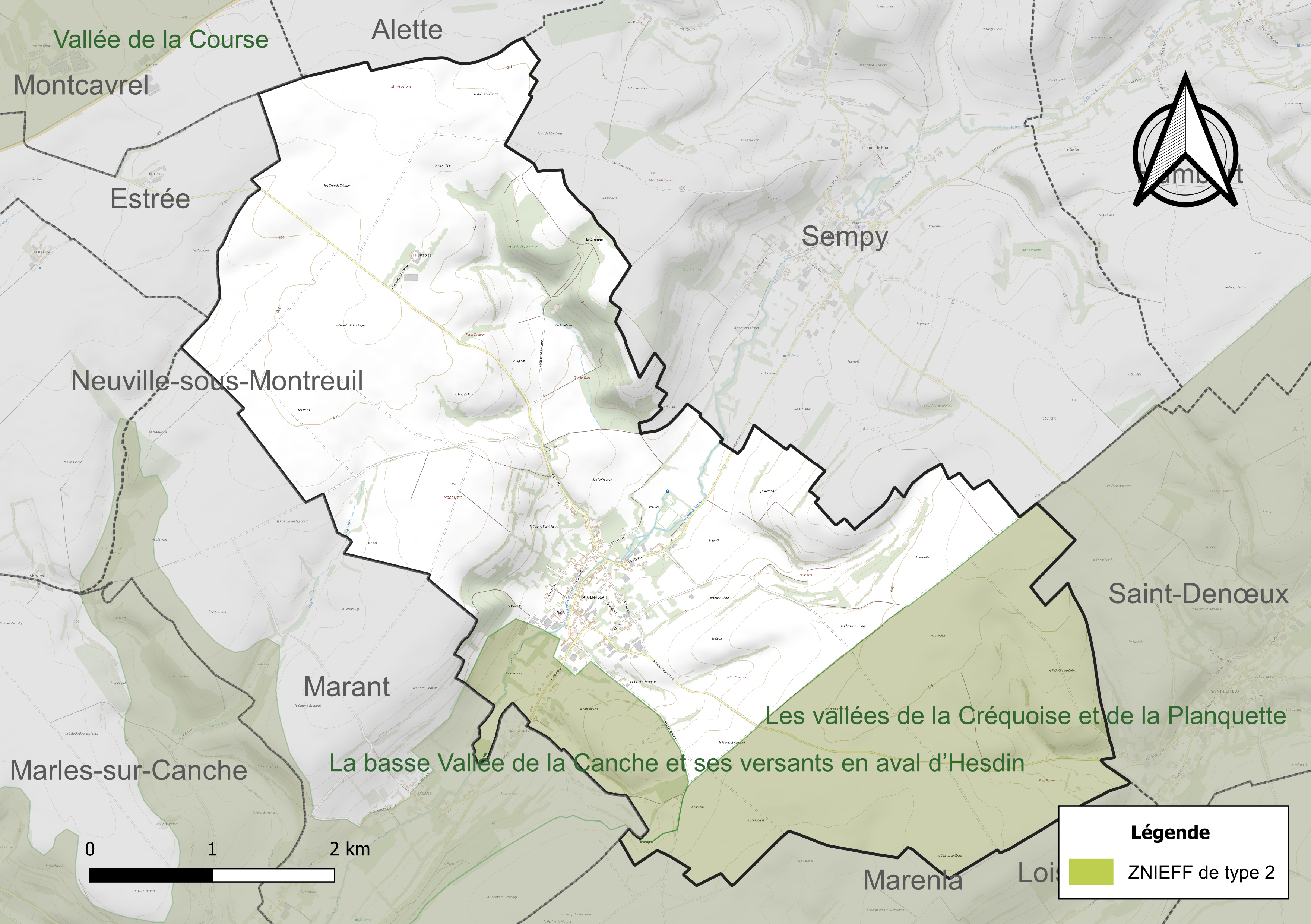
Carte des ZNIEFF sur la commune.

## Urbanisme

### Typologie
Au 1er janvier 2024, Aix-en-Issart est catégorisée commune rurale à habitat dispersé, selon la nouvelle grille communale de densité à sept niveaux définie par l'Insee en 2022.
Elle est située hors unité urbaine et hors attraction des villes,.

### Occupation des sols
L'occupation des sols de la commune, telle qu'elle ressort de la base de données européenne d’occupation biophysique des sols Corine Land Cover (CLC), est marquée par l'importance des territoires agricoles (94,2 % en 2018), une proportion identique à celle de 1990 (94,2 %). La répartition détaillée en 2018 est la suivante : 
terres arables (75 %), prairies (19,2 %), forêts (3 %), zones urbanisées (2,8 %). L'évolution de l’occupation des sols de la commune et de ses infrastructures peut être observée sur les différentes représentations cartographiques du territoire : la carte de Cassini (XVIIIe siècle), la carte d'état-major (1820-1866) et les cartes ou photos aériennes de l'IGN pour la période actuelle (1950 à aujourd'hui).

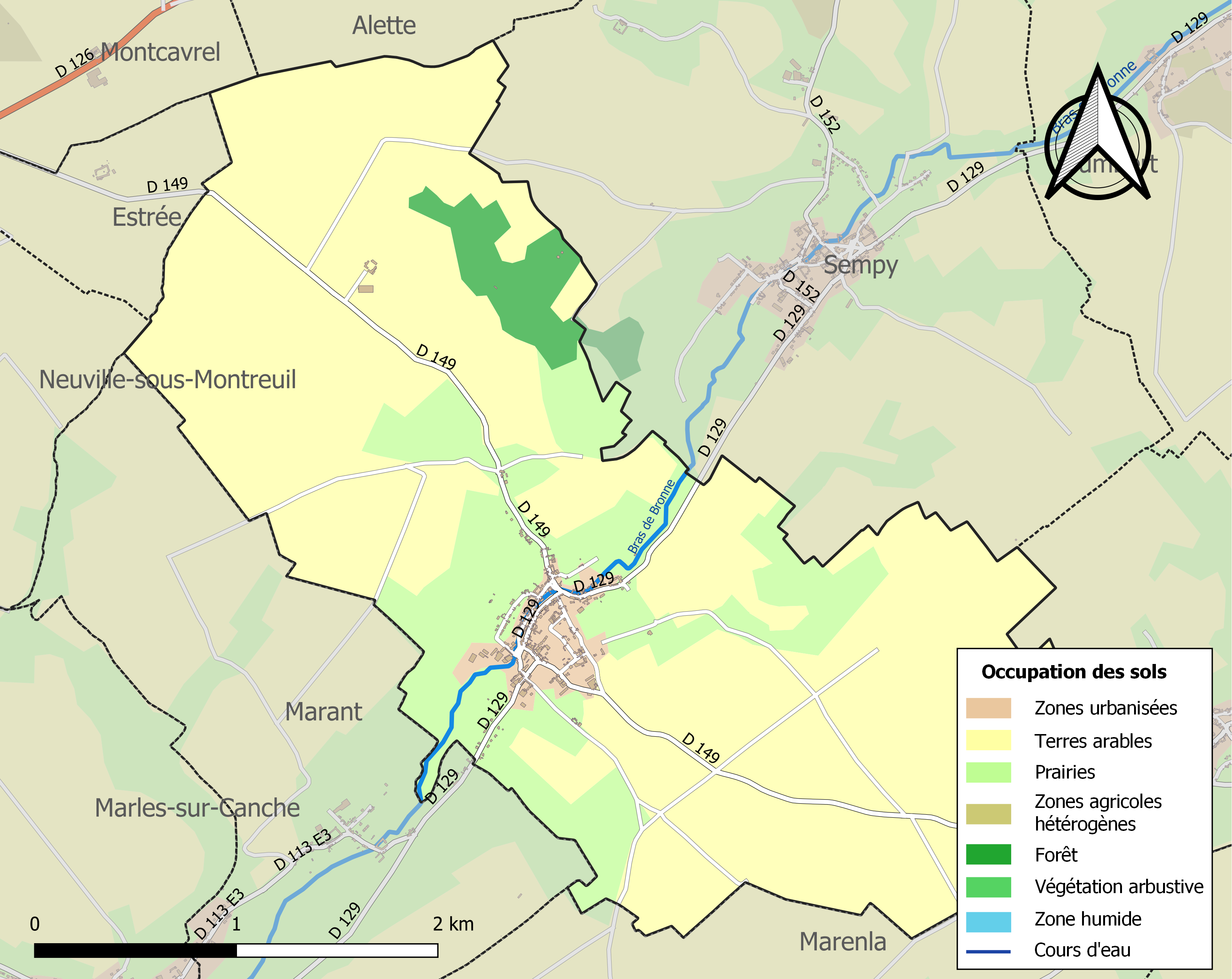
Carte des infrastructures et de l'occupation des sols de la commune en 2018 (CLC).

## Toponymie
Le nom de la localité est attesté sous les formes Ascium en 648, Ascio in pago Tervanense super fluvium Widolaci en 800 (cartulaire de Saint-Bertin) -elle constitue la localité la plus occidentale du pagus Tervannensis (Thérouanne)-, Ascia en 1042, Ays 1143, Aiz 1170, Aquœ au XIIe siècle, Aquosis au XIIe siècle, Ais en 1239, Ayse au XIIIe siècle, Ays-en-Lihart en 1337, Ays-en-Lyhart en 1341, Ais-en-Issart en 1429, Ais-en-Hishart en 1469, Aysen-Yhart en 1477, Ays-en-Hyhart en 1495, Ayx en 1507, Ays-en-Iissart en 1512, Aix-en-Hissart en 1518, Hays-en-Hishart en 1551, Ays-en-Ishart en 1553, Aix-en-Ysaart en 1559, Ays-en-Nisart en 1559, Aix  en 1651 et Aix-en-Issart depuis 1801.
Albert Dauzat a vu dans Aix-en-Issart, un des nombreux Aix présents sur le territoire de l'ancienne Gaule et qui remontent à aquis, ablatif-locatif pluriel d’aqua « eau », d'où le sens global de « (lieu des) eaux (thermales) ». Cette explication, selon Denise Poulet, paraît difficilement compatible avec les attestations les plus anciennes. Maurits Gysseling suggère d'expliquer Aix-en-Issart par le celtique *Askjo- ou proto-germanique *Askja-, qui serait un dérivé locatif à partir de l'hydronyme Askā (germanique Askō).
Selon Louis Ricouart[Qui ?], le déterminant complémentaire Issart représenterait une variante d'essart, terme signifiant « défrichement, clairière ». On devrait cependant avoir un *aquis in sarto, forme jamais attestée. Cependant, on pourrait rapprocher cet élément de Isseretius, nom du pagus que traverse l'Yser.
És-in-Issart en picard et Rodenaken en flamand.

## Politique et administration

### Découpage territorial
La commune se trouve dans l'arrondissement de Montreuil du département du Pas-de-Calais.

#### Commune et intercommunalités
La commune est membre de la communauté de communes des 7 Vallées.

#### Circonscriptions administratives
La commune est rattachée au canton d'Auxi-le-Château.

#### Circonscriptions électorales
Pour l'élection des députés, la commune fait partie de la quatrième circonscription du Pas-de-Calais.

## Équipements et services publics

### Espaces publics
La commune fait partie des villages labellisés Village Patrimoine, qui œuvrent à mettre en avant leurs patrimoines matériels et/ou immatériels (historique, culturel, naturel, architectural, etc.).

### Justice, sécurité, secours et défense
La commune dépend du tribunal de proximité de Montreuil, du conseil de prud'hommes de Boulogne-sur-Mer, du tribunal judiciaire de Boulogne-sur-Mer, de la cour d'appel de Douai, du tribunal de commerce de Boulogne-sur-Mer, du tribunal administratif de Lille, de la cour administrative d'appel de Douai et du tribunal pour enfants de Boulogne-sur-Mer.

## Population et société
Les habitants de la commune sont appelés les Aixois.

### Démographie

#### Évolution démographique
L'évolution du nombre d'habitants est connue à travers les recensements de la population effectués dans la commune depuis 1793. Pour les communes de moins de 10 000 habitants, une enquête de recensement portant sur toute la population est réalisée tous les cinq ans, les populations de référence des années intermédiaires étant quant à elles estimées par interpolation ou extrapolation. Pour la commune, le premier recensement exhaustif entrant dans le cadre du nouveau dispositif a été réalisé en 2007.

En 2022, la commune comptait 267 habitants, en évolution de +1,14 % par rapport à 2016 (Pas-de-Calais : −0,72 %, France hors Mayotte : +2,11 %).
| 1793 | 1800 | 1806 | 1821 | 1831 | 1836 | 1841 | 1846 | 1851 |
| ---- | ---- | ---- | ---- | ---- | ---- | ---- | ---- | ---- |
| 637  | 561  | 442  | 636  | 569  | 573  | 565  | 560  | 569  |

| 1856 | 1861 | 1866 | 1872 | 1876 | 1881 | 1886 | 1891 | 1896 |
| ---- | ---- | ---- | ---- | ---- | ---- | ---- | ---- | ---- |
| 543  | 481  | 490  | 467  | 468  | 438  | 462  | 444  | 421  |

| 1901 | 1906 | 1911 | 1921 | 1926 | 1931 | 1936 | 1946 | 1954 |
| ---- | ---- | ---- | ---- | ---- | ---- | ---- | ---- | ---- |
| 385  | 366  | 356  | 318  | 326  | 330  | 333  | 307  | 300  |

| 1962 | 1968 | 1975 | 1982 | 1990 | 1999 | 2006 | 2007 | 2012 |
| ---- | ---- | ---- | ---- | ---- | ---- | ---- | ---- | ---- |
| 293  | 283  | 264  | 239  | 247  | 210  | 259  | 266  | 260  |

| 2017 | 2022 | - | - | - | - | - | - | - |
| ---- | ---- | - | - | - | - | - | - | - |
| 263  | 267  | - | - | - | - | - | - | - |

#### Pyramide des âges
La population de la commune est relativement jeune.
En 2018, le taux de personnes d'un âge inférieur à 30 ans s'élève à 40,7 %, soit au-dessus de la moyenne départementale (36,7 %). À l'inverse, le taux de personnes d'âge supérieur à 60 ans est de 16,7 % la même année, alors qu'il est de 24,9 % au niveau départemental.
En 2018, la commune comptait 119 hommes pour 145 femmes, soit un taux de 54,92 % de femmes, largement supérieur au taux départemental (51,5 %).
Les pyramides des âges de la commune et du département s'établissent comme suit.
| Hommes | Classe d’âge | Femmes |
| ------ | ------------ | ------ |
| 0,8    | 90 ou +      | 1,4    |
| 2,5    | 75-89 ans    | 6,3    |
| 13,4   | 60-74 ans    | 9,0    |
| 21,8   | 45-59 ans    | 20,8   |
| 23,5   | 30-44 ans    | 19,4   |
| 18,5   | 15-29 ans    | 20,8   |
| 19,3   | 0-14 ans     | 22,2   |

| Hommes | Classe d’âge | Femmes |
| ------ | ------------ | ------ |
| 0,5    | 90 ou +      | 1,6    |
| 5,6    | 75-89 ans    | 8,9    |
| 16,7   | 60-74 ans    | 18,1   |
| 20,2   | 45-59 ans    | 19,2   |
| 18,9   | 30-44 ans    | 18,1   |
| 18,2   | 15-29 ans    | 16,2   |
| 19,9   | 0-14 ans     | 17,9   |

### Manifestations culturelles et festivités
Tous les ans, depuis le début des années 1990, Aix-en-Issart accueille en juillet le Festival des illuminés où se produisent sur scène divers groupes et musiciens francophones.

## Économie

### Revenus de la population et fiscalité
En 2019, dans la commune, il y a 108 ménages fiscaux qui comprennent 259 personnes pour un revenu médian disponible par unité de consommation de 21 680 euros, soit légèrement inférieur au revenu de la France métropolitaine qui est de 21 930 euros,.

## Culture locale et patrimoine

### Lieux et monuments

#### L'église Saint-Pierre
L'église Saint Pierre d'Aix-en-Issart se compose d'une nef, d'une tour centrale et d'un chœur. La tour élevée au début du XIIe siècle, fut rehaussée de deux étages dans la deuxième moitié de ce siècle. Menaçant de s'écrouler en 1725, elle a été restaurée en 1741, millésime gravé dans sa muraille. La voûte du rez-de-chaussée de la tour, qui repose sur quatre colonnes aux chapiteaux sculptés, a été restaurée au XIXe siècle ainsi qu'une de ses colonnes. Le chœur est une construction du XIVe siècle, qui fut remanié à la fin du XVIIe siècle ou début du XVIIIe siècle, puis en 1881. La nef, du XIIe siècle comme la base de la tour, fut reconstruite en partie en 1779, comme en témoigne le graffite laissé par le maître maçon sur ses murs. Des travaux furent confiés à l'architecte Clovis Normand en 1868-1869.

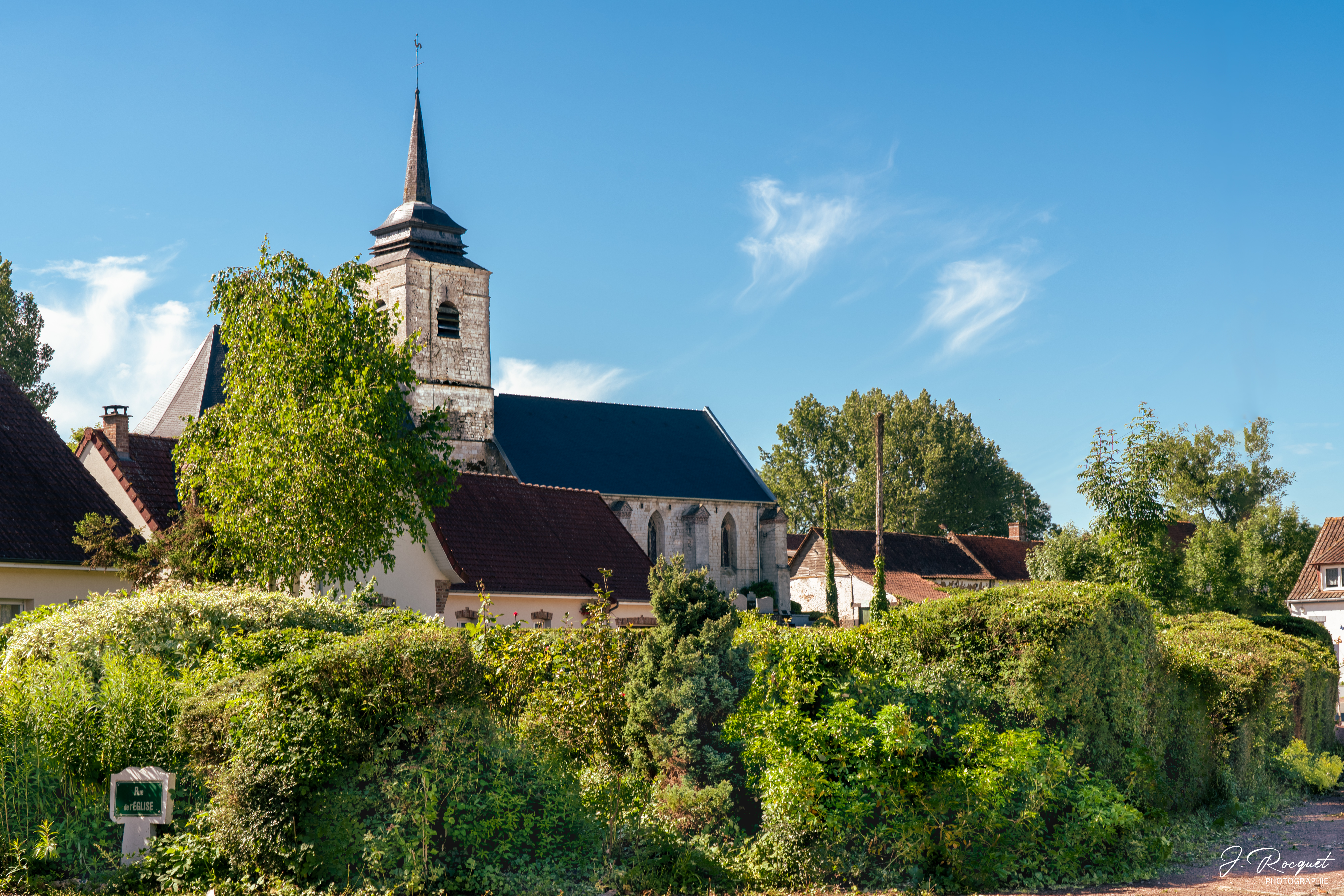
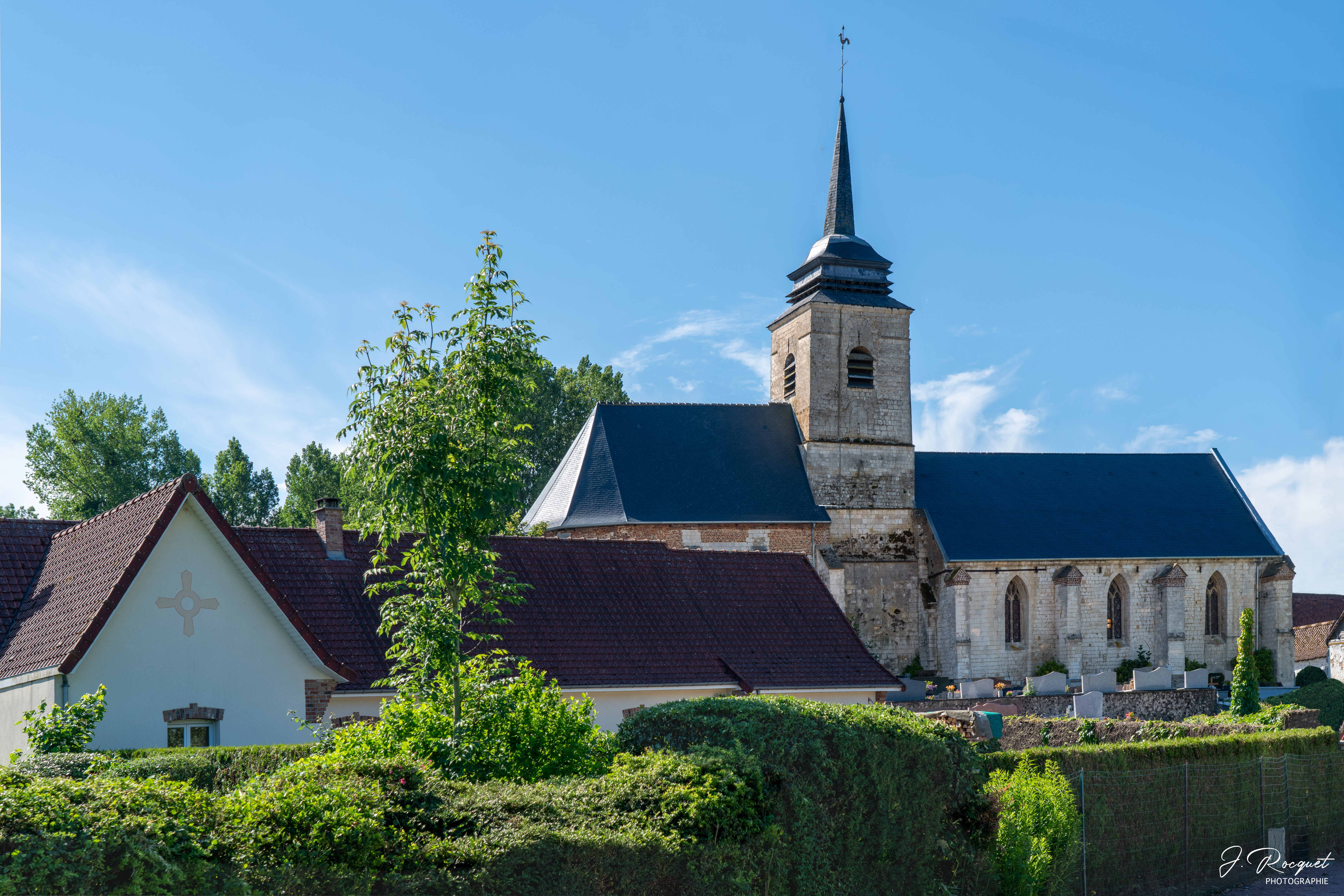
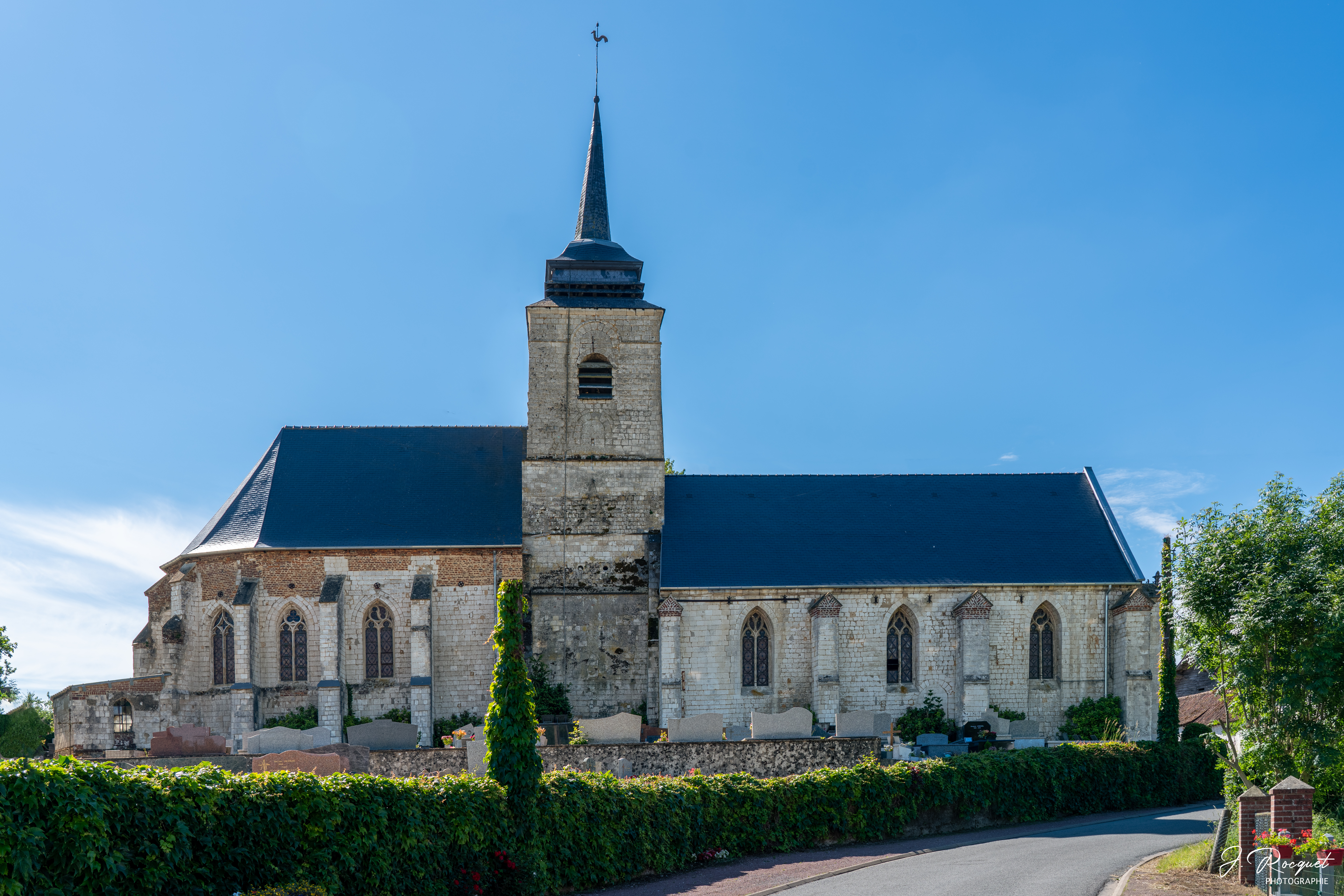
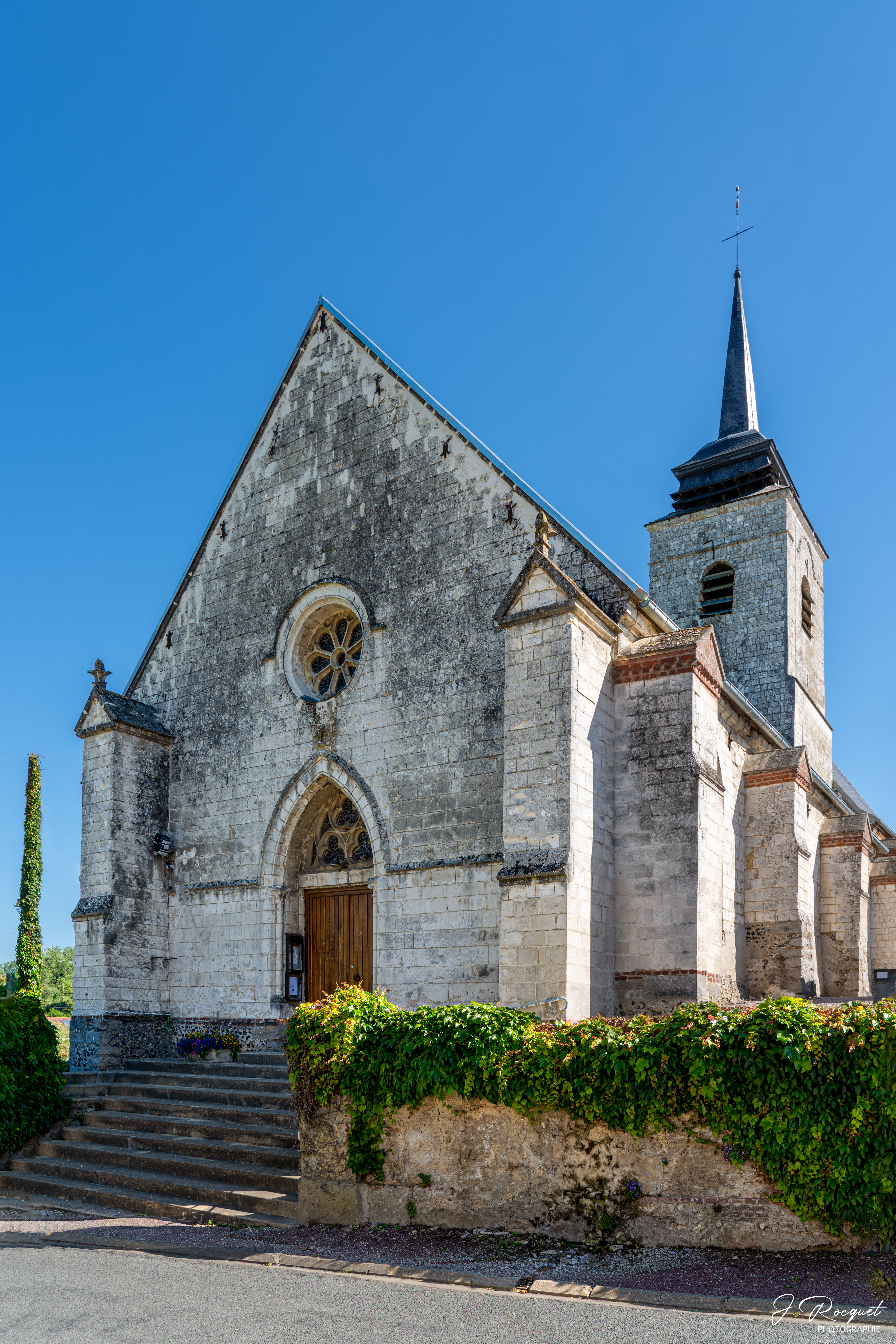
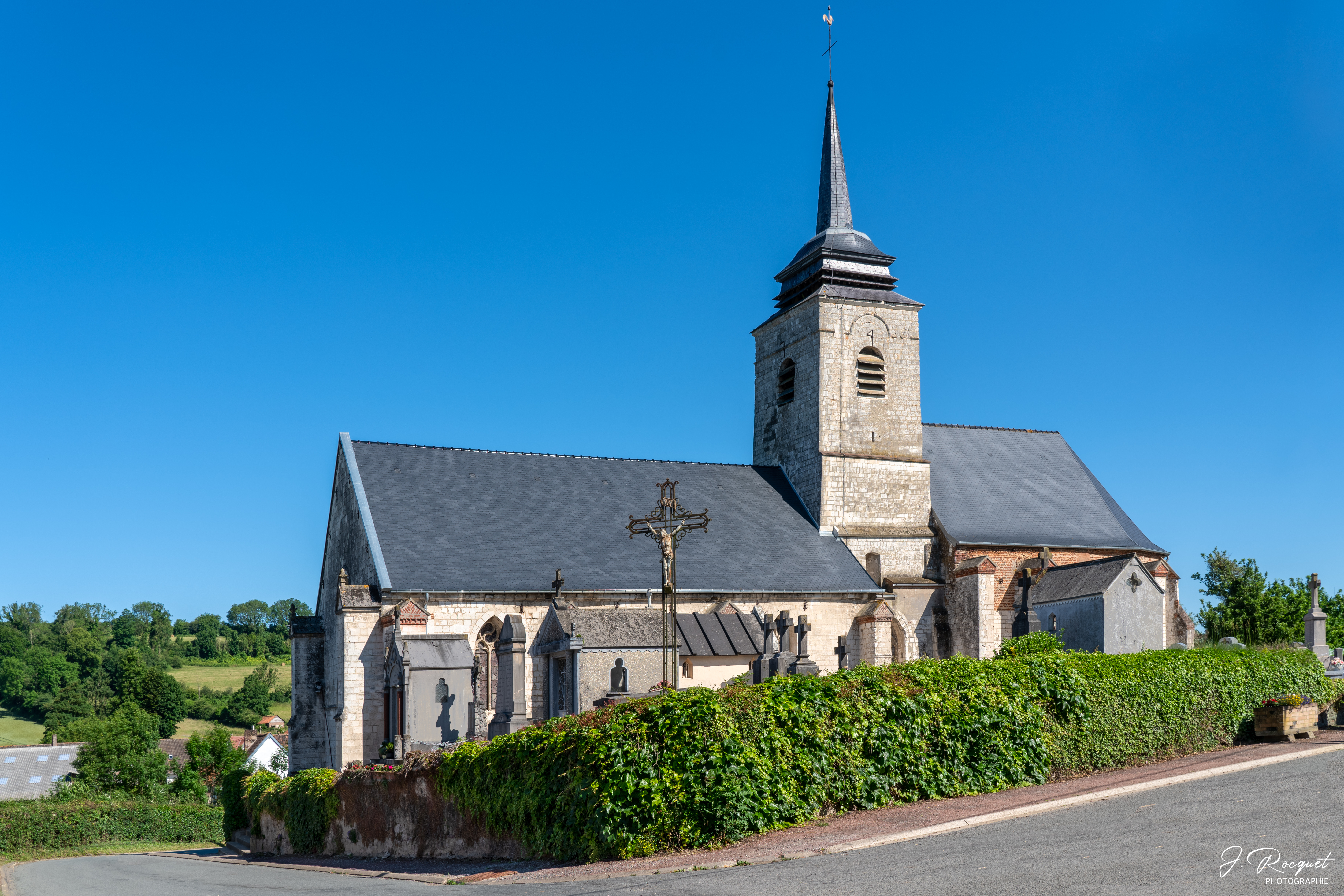
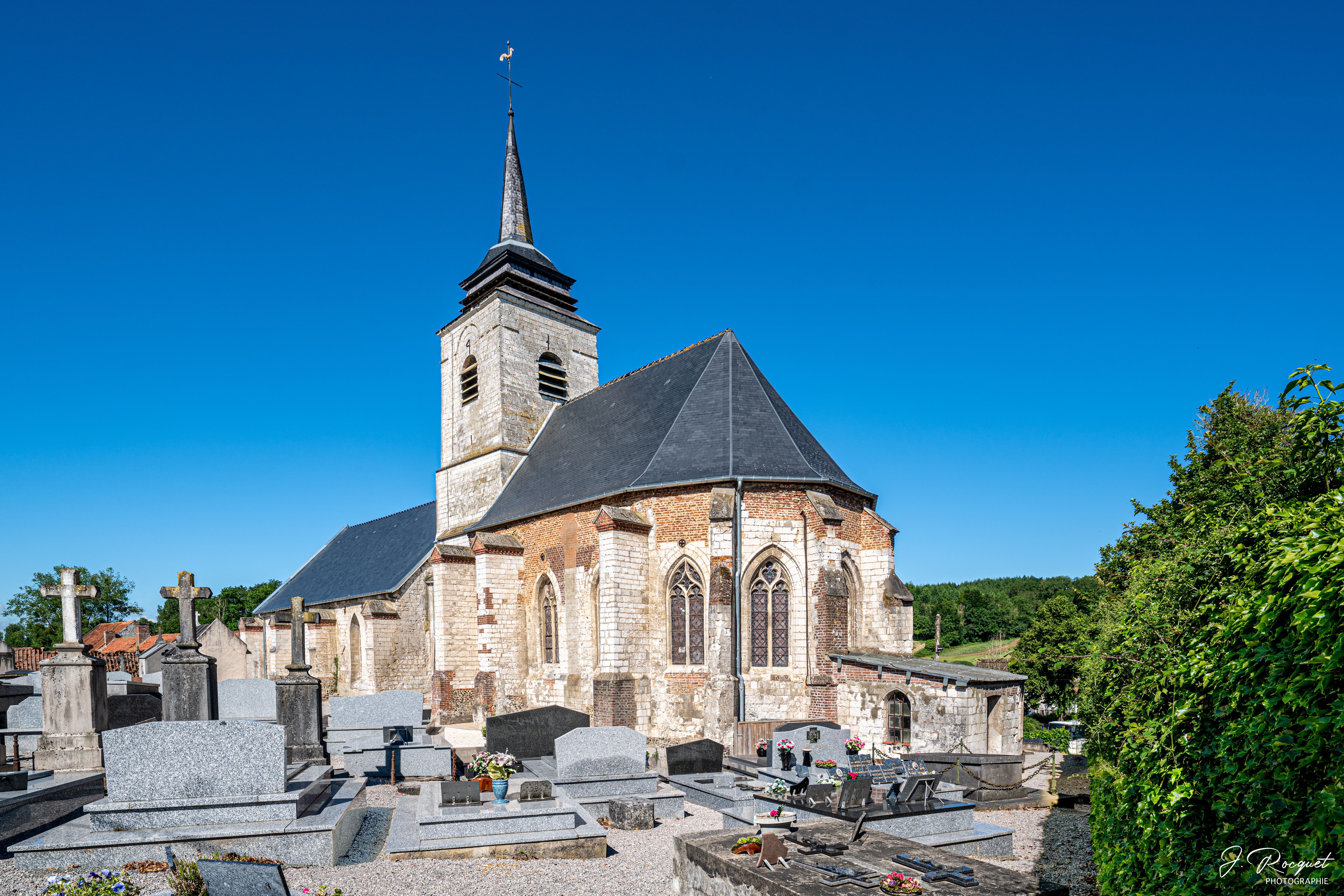

#### Autres monuments

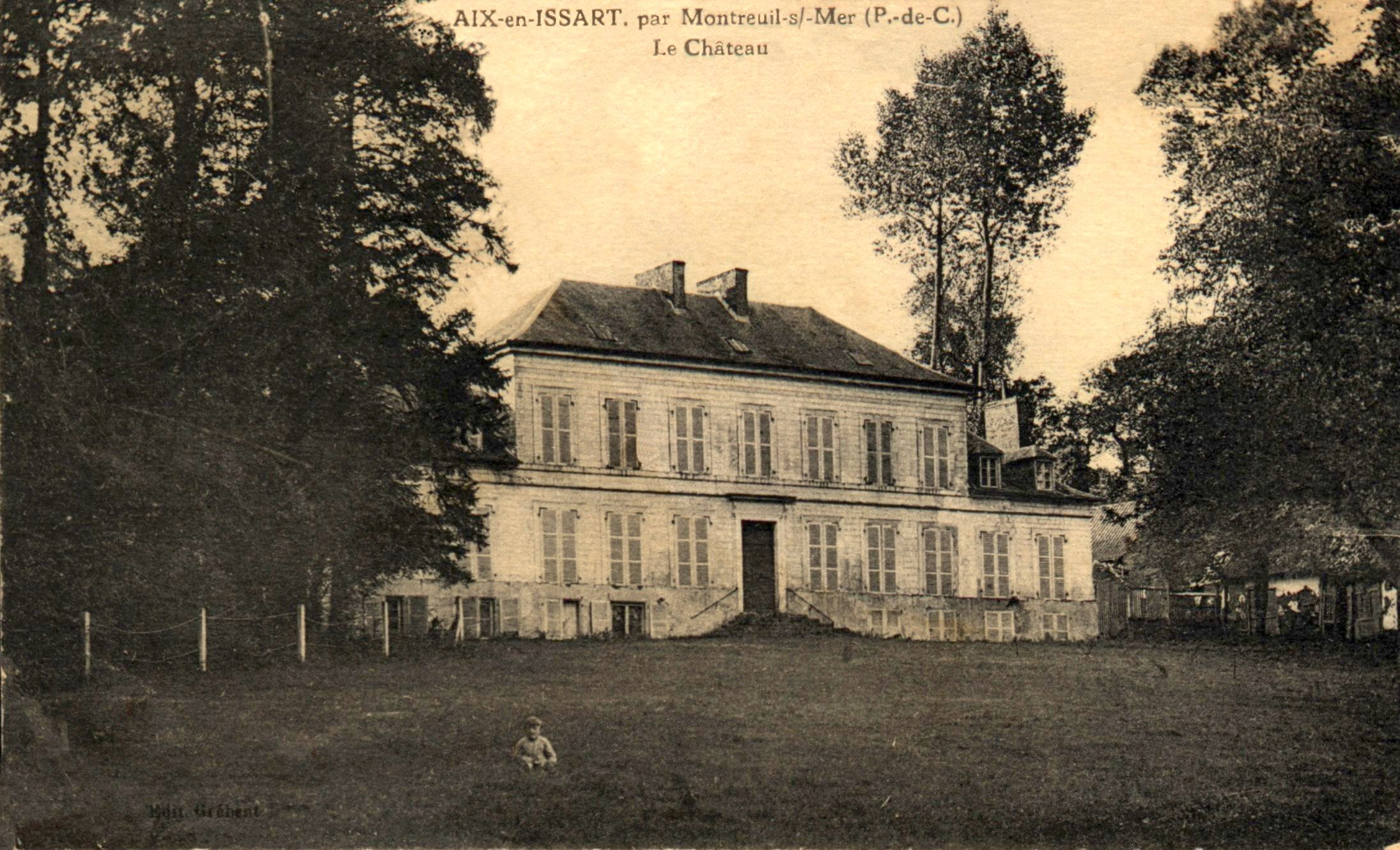
Le château d'Aix-en-Issart, propriété de la famille Brasseur ; il fut détruit par les Allemands (1939-1945).
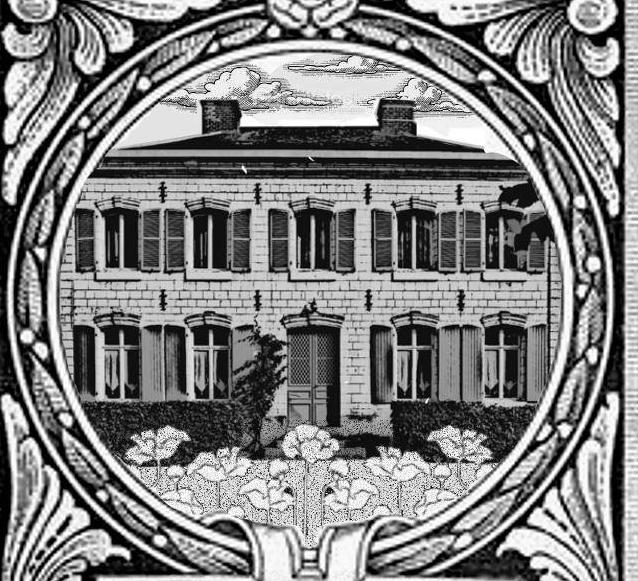
Maison de maître du XIXe siècle, où se succédèrent plusieurs études notariales. Exemple typique de l'utilisation en taille de la pierre calcaire du pays.
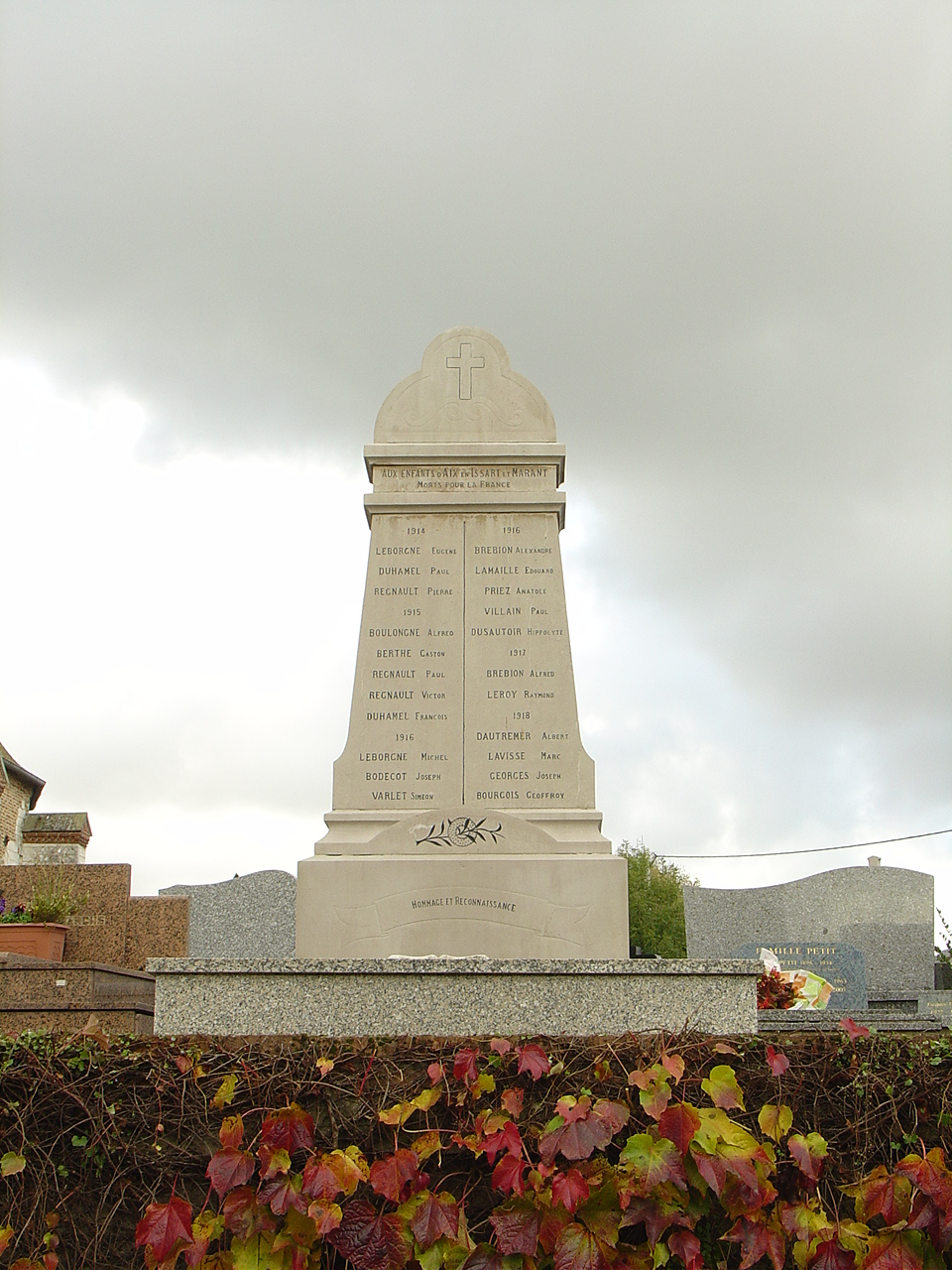
Le monument aux morts[37].

### Personnalités liées à la commune
- Jean de Beaurain (1696-1771), géographe de Louis XV, né dans la commune.
- Julien Dautremer (1894-1944), résistant né dans la commune, fusillé le 28 mars 1944 par les Allemands au fort de Bondues, décoré, à titre posthume, de la Légion d’honneur et de la croix du combattant, une rue de son village porte son nom[38].

### Héraldique
| Blason de Aix-en-Issart | Blason  | D'or à la fasce ondée d'azur accompagnée de trois maillets de sinople. |
| Blason de Aix-en-Issart | Détails | Le village eut pour seigneur les Mailly au XVIIIe siècle, ceux-ci portaient : « d'or à trois maillets de sinople ». La commune repris leurs armes en y ajoutant une fasce ondée d’azur pour évoquer l’étymologie du nom du village. Le statut officiel du blason reste à déterminer. |

## Pour approfondir